# Performance

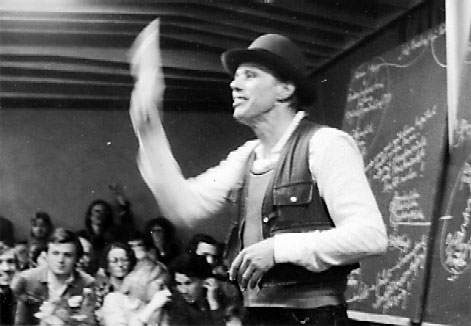
Joseph Beuys (1978)

Performance, performans (z ang. performance „przedstawienie”, „wykonanie”) – sytuacja artystyczna, której przedmiotem i podmiotem jest obecność artysty w określonym kontekście czasu, przestrzeni i własnych ograniczeń.
Artysta występujący przed publicznością jest zarówno twórcą, jak i materią sztuki. Elementem performansu może być właściwie każdy przedmiot, pojęcie, obiekt lub temat wskazany czy zasugerowany przez artystę w trakcie wystąpienia, a nawet ciało artysty.

## Charakterystyka performance’u

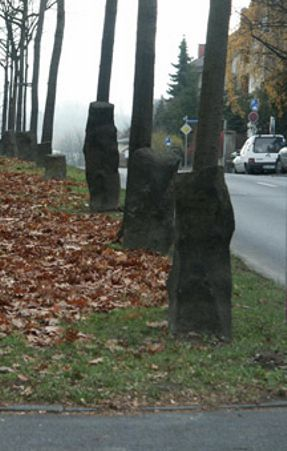
Akcja performatywna Josepha Beuysa mająca na celu zasadzenie 7000 dębów. Documenta 7 (1982)

Performans uważany jest za sztukę żywą rozumianą dwojako: z jednej strony jako osobisty, personalny pokaz artysty przed publicznością i bezpośredni z nią kontakt, z drugiej – jako sprzeciw wobec tego, co rozumie się poprzez sztukę konwencjonalną (przedstawiającą, materialną).
Performans swe korzenie zawdzięczać może tradycji malarstwa gestu Jacksona Pollocka, który wyeksponował akt malowania, sam proces malarski, co później rozwinęli jego następcy, usuwając płótno, a w miejsce dzieła jako rezultatu twórczego umieścili sam proces tworzenia nieowocujący żadnym materialnym dziełem sztuki. Performans rozszerza również działanie sztuki na procesy społeczne zachodzące w wielu obszarach, np. kultury, polityki, religii. Takim działaniem była akcja społeczna artysty Josepha Beuysa, mająca na celu zasadzenie 7000 dębów, czy performans W jaki sposób wyjaśnić obrazy martwemu królikowi, w którym artysta zamknął się z martwym zwierzęciem w galerii po to, aby udowodnić, że niemożliwe jest zrozumienie procesu twórczego przez przeciętnego odbiorcę.
Ważnym czynnikiem w sztuce performansu jest jego rozwinięcie, sztuka site-specific, która stawia na kontekst miejsca, otoczenia.

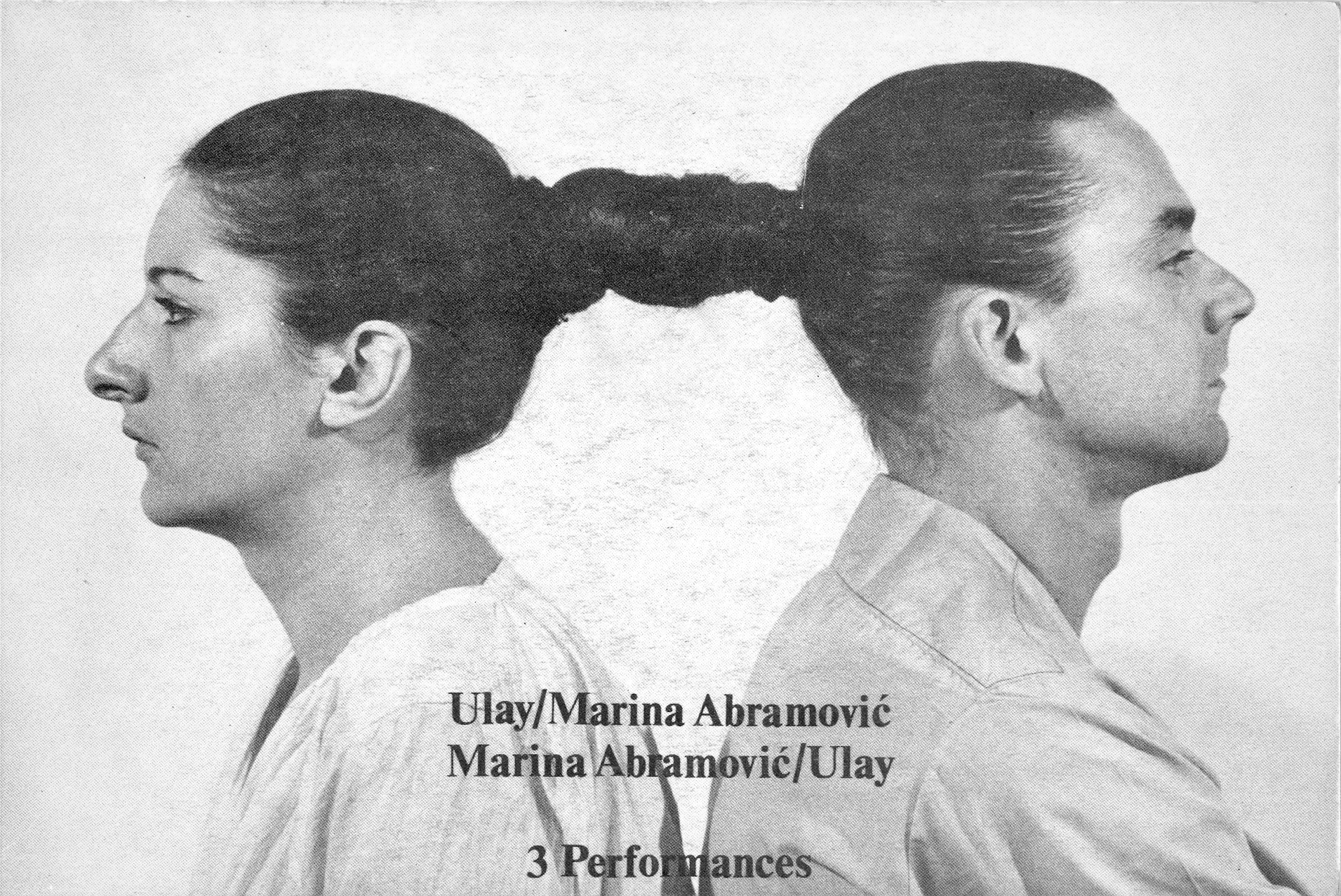
Marina Abramovic i Ulay we wspólnym performansie zatytułowanym Relation in time przez 17 godzin ciągłej medytacji, będąc odwróconym do siebie plecami, związanym włosami. Ulay i Abramovic musieli polegać na własnych siłach psychicznych, aby wytrzymać w bezruchu, bez mówienia.

Termin „performans” jest nie do końca określony, co wynika z wielonurtowości tego zjawiska spowodowanej różnymi tradycjami, z jakich wyrasta, i właściwie stale definiowanym przez nowe sposoby pracy w tym medium.
Performans dąży do zaskoczenia i poruszenia publiczności. Bywa przez to przedstawieniem kontrowersyjnym, ale nie stanowi to jego głównego założenia. W historii performansu zdarzały się jednak sytuacje, gdy fizyczne traumatyzowanie ciała doprowadzało do mniej lub bardziej zamierzonych tragedii. Tzw. „akcjoniści wiedeńscy” publicznie się okaleczali, zabijali zwierzęta w czasie orgii, był także przypadek artystycznego samobójstwa (śmierć artysty Rudolfa Schwarzkoglera – mogła być jednak przypadkowa). Performans bywa też kontrowersyjny przez aspekt bólu (Chris Burden, Sebastian Bieniek, Marina Abramovic, Gina Pane) czy seksualności (Orlan), której celem jest nie tylko szokowanie formą, ale i przekaz dotyczący konwencji i ograniczeń, jakim poddawani są ludzie (transgresja, body art, carnal art). Kolejnym aspektem stosowanym w performansach jest również wątek medytacyjny i religijny (Bill Viola, Marina Abramović, Andrzej Dudek-Durer, Zbigniew Warpechowski), a także wątki transhumanizmu we współczesnym świecie (Stelarc).